# Alice hinter den Spiegeln (1966)
Alice hinter den Spiegeln (Originaltitel: Alice Through the Looking Glass) ist ein 1966 von 20th Century Fox produzierter Fernsehfilm, der auf dem Roman Alice hinter den Spiegeln von Lewis Carroll basiert.

## Handlung
Gelangweilt im Wohnzimmer der Eltern alleingelassen, erblickt Alice plötzlich den roten König, mit dessen Hilfe sie durch den Spiegel geht. Dort sieht sie plötzlich spiegelverkehrt, doch der rote König – oder besser: sein Spiegelbild – beschwichtigt sie und erklärt ihr: Es gibt für alles im Leben immer zwei Seiten.
Alice erkundet diese fremde Welt hinter dem Spiegel und erkennt im Laufe der Handlung, dass vieles anderes einfach „andersrum“ ist: So ist es streng verboten, den Rasen nicht zu betreten, und man bevorzugt das Rückwärts- anstatt das Vorwärtsalphabet. Bald erfährt sie auch von dem bösen Geist dieser Welt: dem Jabberwock. Da dieser aber nur eine – eine böse – Seite hat, kann sie ihn auch nicht aus ihrer eigenen Welt kennen.
Ihr zur Seite steht als guter Geist Lester the Jester. Als sie ihn einmal fragt, was er wohl in Wirklichkeit sei, antwortet er darauf nur geheimnisvoll: Er sei ein ganz guter Freund (englisch: Das werde sie schon zu gegebener Zeit herausfinden). In das Filmmusical sind auch andere Märchen mit eingewoben, so erscheint die Yellow Brick Road aus dem Zauberer von Oz oder drei böse Hexen, die Hänsel-und-Gretel-Hexe, die Schneewittchenhexe und die Dornröschenhexe.
Sie trifft im Laufe des Films Humpty Dumpty, das Ei, das von der Mauer fällt, die Zwillinge Tweedledee und Tweedledum, die ihr das Rückwärtsalphabet beibringen, oder die Flasche, auf der steht „trink mich“, was sie aber dieses Mal lieber bleiben lässt. Somit erlebt sie die aus Lewis Carrolls Buch bekannten Abenteuer, bis sie schließlich vor dem bösen Jabberwock mit Hilfe Lesters auf ihre Seite des Spiegels fliehen kann und die wahre Gestalt Lesters erblickt.

## Musik
Für diesen Film schrieb Moose Charlap (1928–1974) folgende Einzeltitel:
- Through the Looking Glass
- There Are Two Sides to Everything
- Who Are You?
- Keep On the Grass
- Alice Is Coming to Tea
- Come Out, Come Out, Wherever You Are
- Some Summer Day
- ’Twas Brillig
- The Backwards Alphabet
- Jabberwock Song
- I Wasn’t Meant to be a Queen

## Hintergrund
Der Stoff wurde von NBC als Filmmusical im Stile von Tschitti Tschitti Bäng Bäng oder Mary Poppins umgesetzt. Neu hinzugedichtet wurde dem Originalstoff Lester the Jester (Roy Castle), der Alice als guter Geist zur Seite steht. Im Gegensatz zu früheren Produktionen wird Alice nicht von einem Kind, sondern von der damals zwanzigjährigen Judi Rolin porträtiert. Der Film enthält einige Slapstick-Sequenzen. Regisseur Alan Handley gewann für den Film den Fernsehpreis des Directors Guild of America Award.
In Deutschland wurde der Film u. a. am 20. Juli 1979 im ZDF gezeigt.
Im Zuge der Veröffentlichung von Tim Burtons Version der Geschichte wurde der Fernsehfilm auf DVD veröffentlicht.

## Rezeption
Das durch die Fernsehumsetzung geringe Budget lässt den Film eher an ein Theaterstück erinnern. Er erinnert an vergleichbare Disney-Produktionen jener Zeit, ohne jedoch einen Abklatsch von Alice im Wunderland darzustellen. Bob Etier von Blogcritics.org meint, der Film würde sich für nostalgische Erwachsene sowie für Kinder eignen. Sie hebt vor allem Jack Palances Leistung als Jabberwock hervor.